# Asclepias curassavica
Asclepias curassavica és una planta pertanyent a la família de les apocinàcies.

## Descripció
És una herbàcia perenne que assoleix el 1'5 m d'alçada. Les tiges són lleugerament piloses i les fulles són enteres, oposades amb pecíols de 1-2 cm de llarg i lanceolades o oblongo-lanceolades amb l'extrem agut, amb una lleugera pilositat en nervis i marge. La inflorescència és una umbel·la terminal, amb 8-11 flors pedunculades. Les bràctees són linears. Les flors són hermafrodites, actinomorfes i pentàmeres amb pedicels pilosos. El calze té lòbuls lanceolats o triangulars, reflexes (corbats cap enrere) i generalment pilosos a la base. La corol·la presenta pètals reflexes durant l'antesi, lanceolats, pubescents per la cara externa i glabres per la interna, de color roig o taronja. La corona és de color taronja. Els 5 estams estan fusionats al voltant de l'estil a nivell dels filaments i les anteres estan fusionades entre elles i sovint també amb l'estil formant una columna anomenada ginostegi. Els fol·licles són fusiformes, glabres, sobre pedicels erectes, d'un color bru fosc. Les llavors estan compreses, alades, ovoides, brunes, amb un plomall pilós blanc. Presenta un làtex blanquinós tòxic. La floració al nostre clima es dona des de primavera fins a la tardor.
El nombre cromosòmic d'aquesta espècie és 2n = 22.

## Distribució i hàbitat
Aquesta espècie es troba a praderies humides i ribes, des del nivell del mar fins als 200 m d'altitud. Originària de zones tropicals americanes, naturalitzada en ambients subtropicals i tropicals de la resta del món. Localment naturalitzada a la costa mediterrània del sud de l'Estat Espanyol. Al continent americà es pot trobar de manera natural en boscs sec, humit i molt humit. És comuna de llocs oberts de creixement secundari jove i de les vores dels camins.

## Ecologia
Les seues flors atrauen a diverses espècies de papallones en busca del seu nèctar, com ara Anartia fatima. També és una planta hoste per al altres tipus de papallones com papallona monarca i Danaus gilippus.
És parasitada per pugons Aphis nerii (pugó del baladre).

## Usos
Principalment, com a ornamental i en ser la font d'aliment de l'eruga de la papallona monarca es cultiva en insectaris i jardins de papallones. A més a més, ha sigut cultivada per a obtenir fibra i utilitzada de forma tradicional com a antitumoral i contra las berrugues, aquesta activitat pot ser deguda a les propietats citotòxiques de la calotropina, també tenen activitat citotòxica els cardenòlids. Les cisteïna-proteases del làtex tenen activitat coagulant.

## Galeria

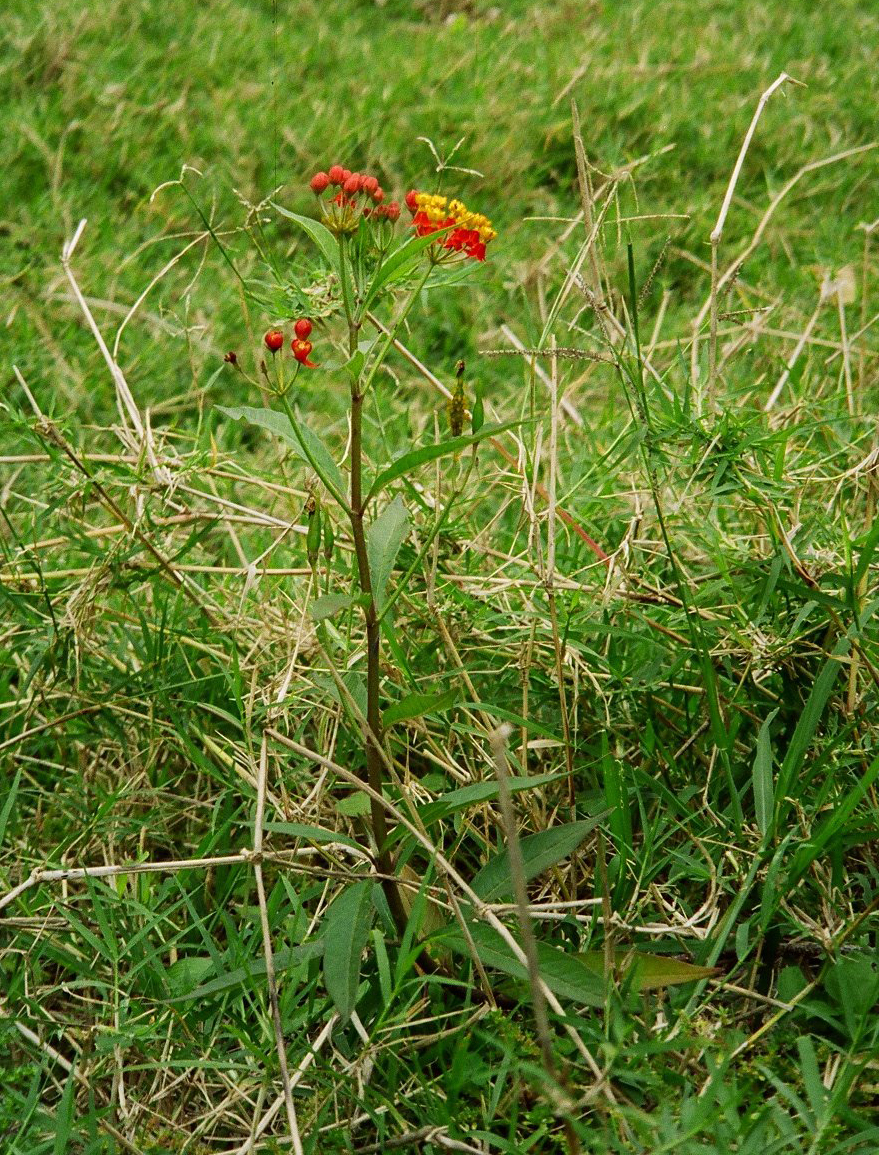
Asclepias curassavica al seu hàbitat
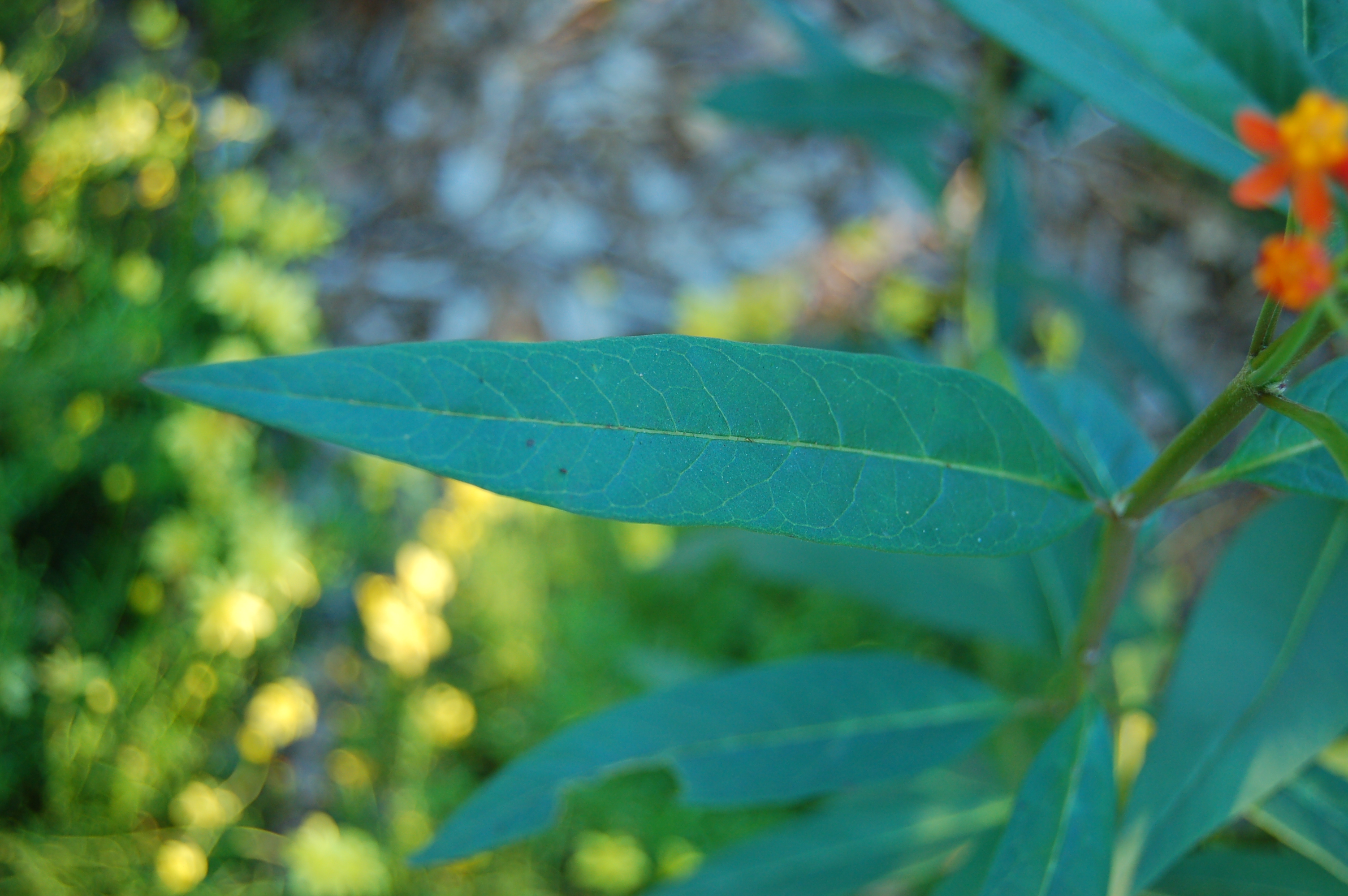
Detall de la fulla
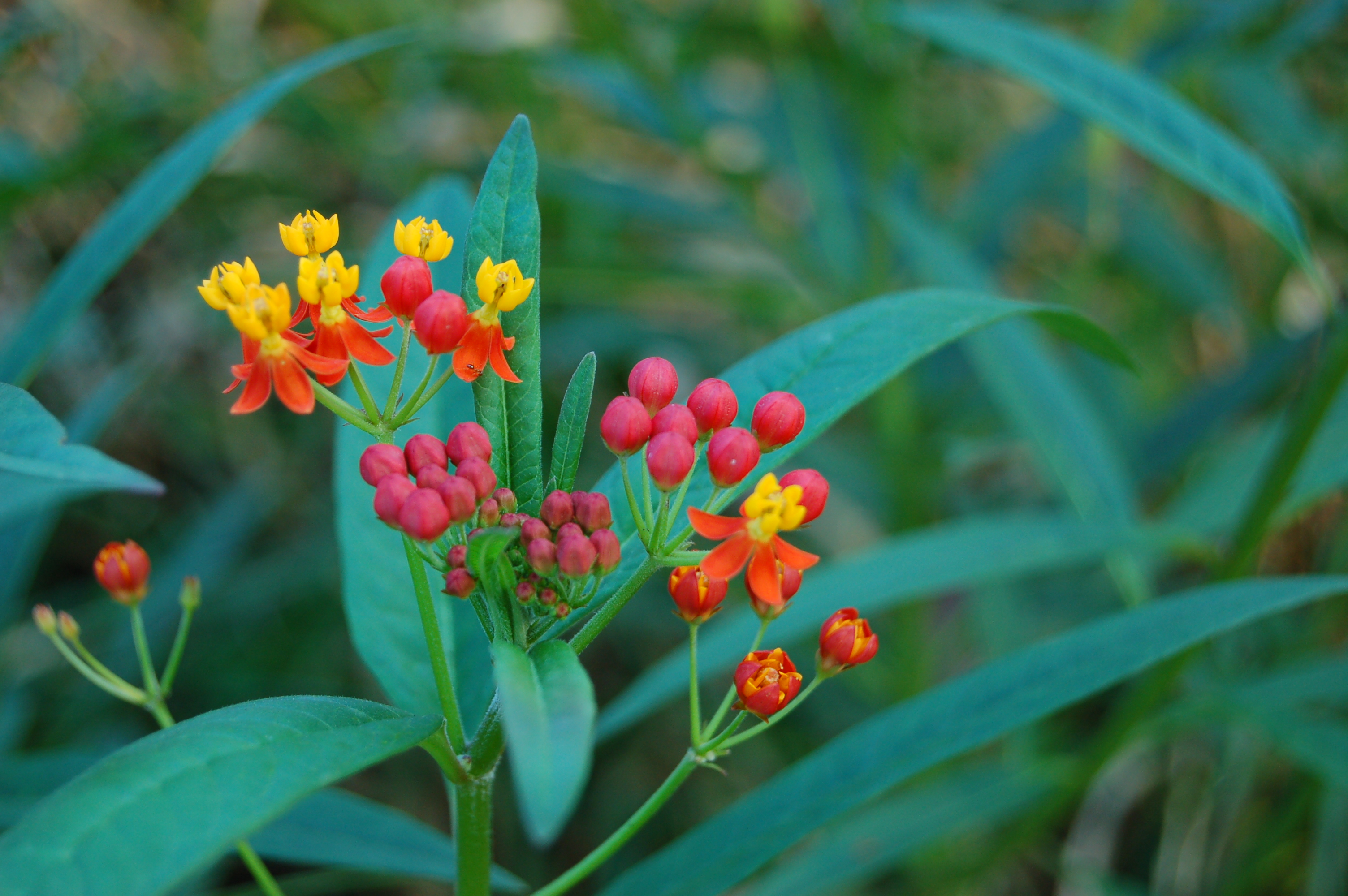
Inflorescència
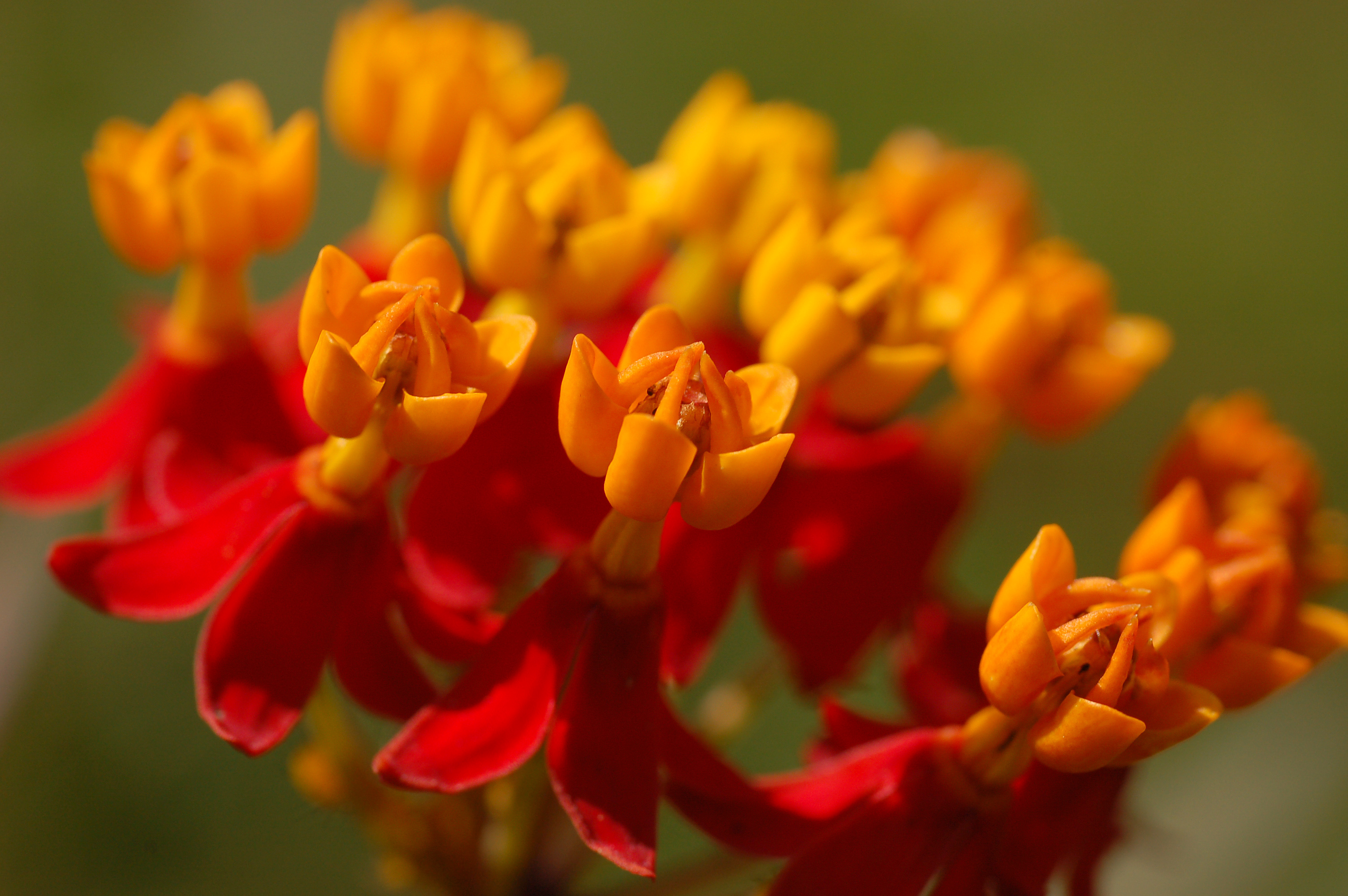
Detall de la flor
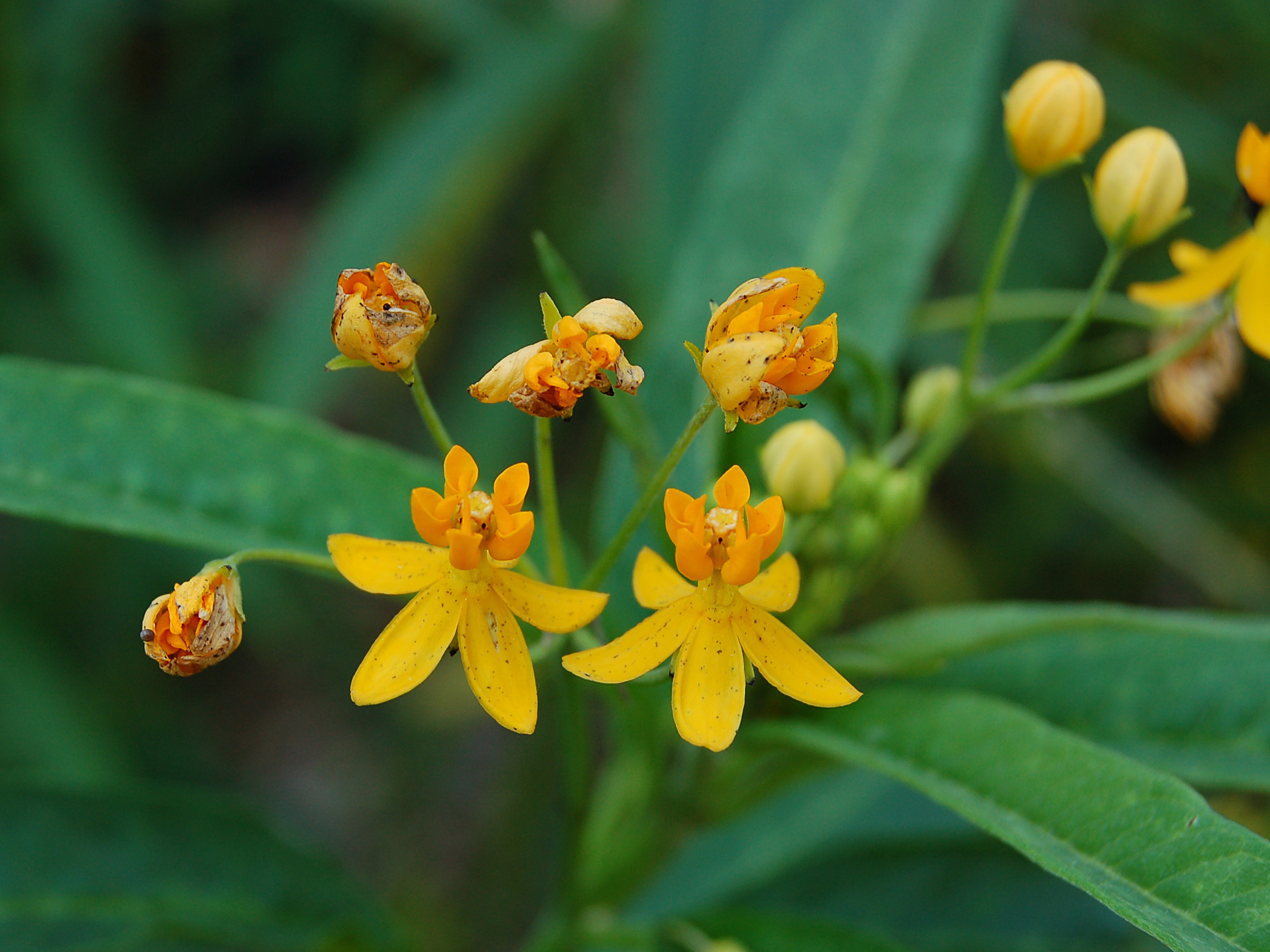
Varietat groga 'Silky Gold'
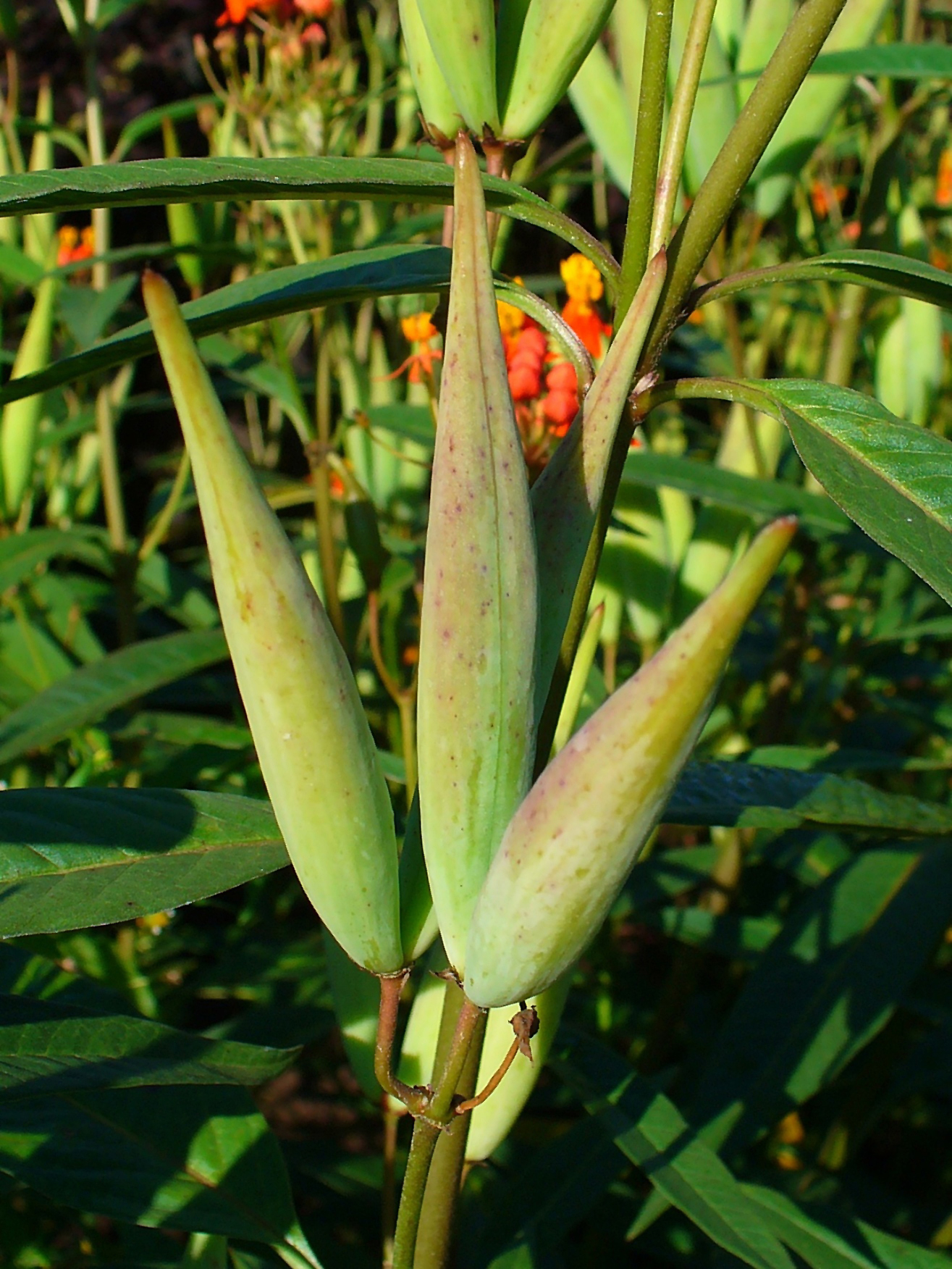
Fruit
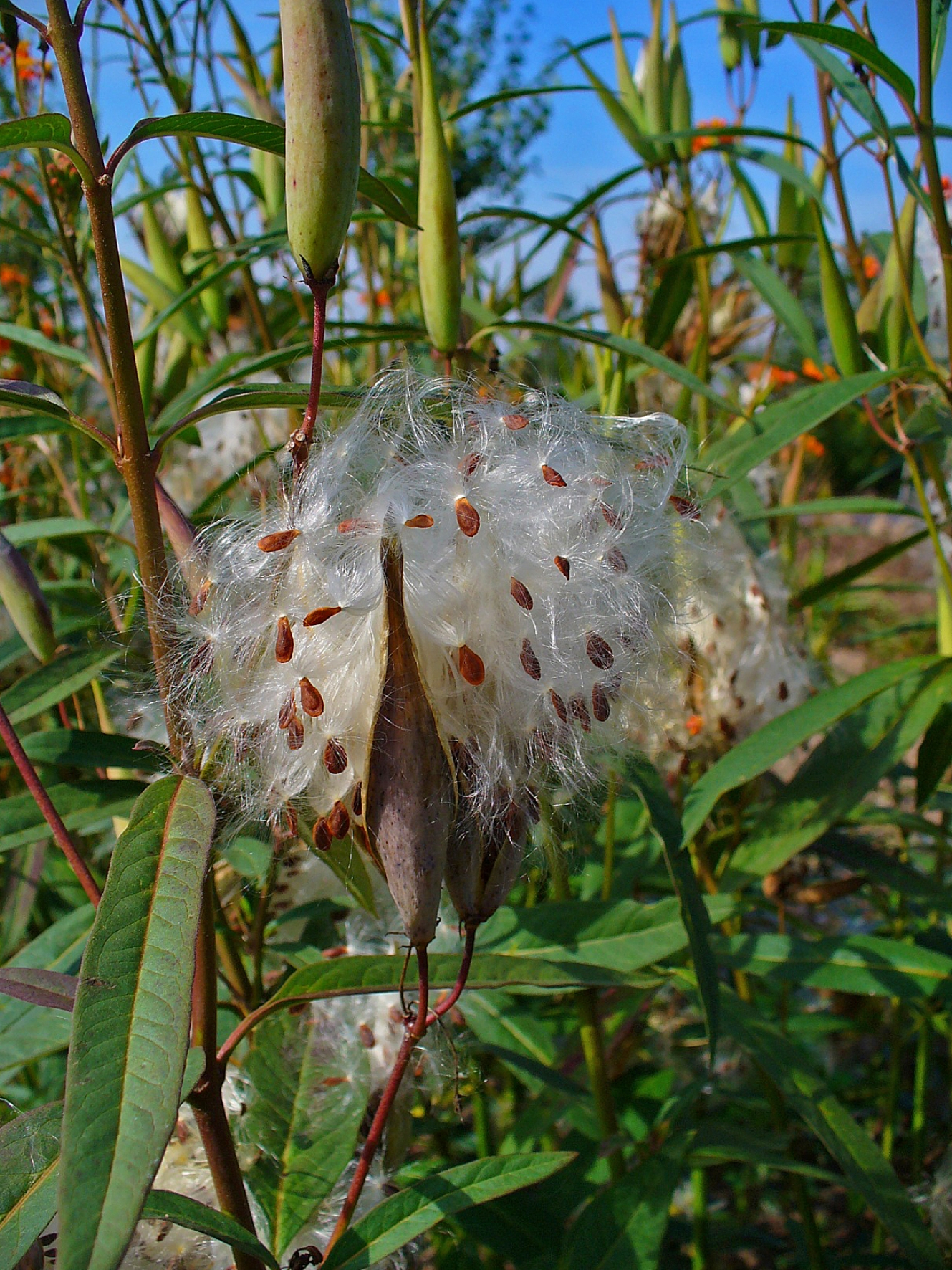
Llavors
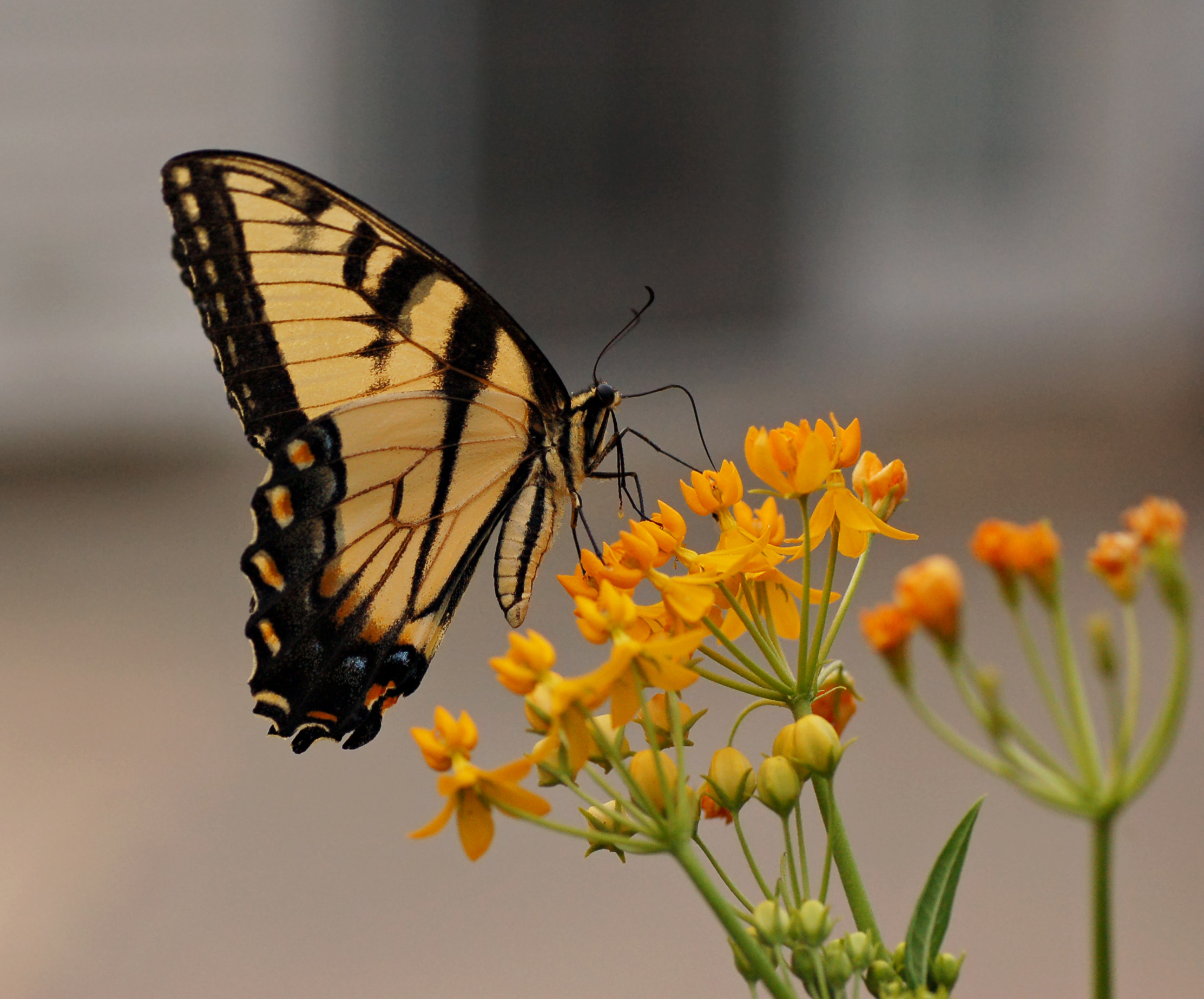
Papallona monarca alimentant-se de la flor